# 瓦尔吕 (加来海峡省)
瓦尔吕（法語：Warlus）是法国北部-加来海峡大区加来海峡省的一个市镇，属于阿拉斯区博梅斯莱洛日县。该市镇2009年时的人口为377人。

## 人口
瓦尔吕人口变化图示
| 数据来源：INSEE |